# 于顺昌
于顺昌（1939年5月—2010年5月25日），男，安徽天长人，中华人民共和国政治人物。

## 生平
于顺昌是安徽省天长县铜城镇人。1962年10月，复旦大学毕业后，分配到解放军政治学院哲学教研室工作并入伍，1965年12月加入中国共产党。1967年1月，借调到解放军报社记者站工作，1969年6月，在中央办的毛泽东思想学习班办公室任秘书。1970年12月，调北京军区政治部宣传部，先后任干事、理论组组长、理论研究科副科长、理论训练班副主任等职。1983年3月，任总政治部办公室政治工作研究处副处长，1985年4月，任总政治部办公室政治工作研究室副主任。1988年6月任解放军报社副总编辑，1988年8月被授予大校军衔，1991年6月，晋升为少将军衔。1990年9月至1991年7月，在国防大学学习。1994年9月，任解放军报社总编辑。1996年10月，任中华全国新闻工作者协会副主席。2002年1月，退休。2010年5月26日，在湖北省荆州市逝世，享年71岁。